# Yukio Sakano
Yukio Sakano (jap. 坂野 幸夫, Sakano Yukio; * 3. Februar 1976 in Yonezawa, Präfektur Yamagata) ist ein ehemaliger japanischer Skispringer und aktueller Trainer.

## Werdegang
Sakano wurde 1997 im Alter von 20 Jahren in den japanischen Nationalkader aufgenommen und startete am 18. Januar 1997 erstmals in einem Weltcup-Springen. Beim Springen in Sapporo, Japan konnte er auf der Normalschanze jedoch nur den 40. Platz erreichen. Nach zwei weiteren erfolglosen Springen wurde er wieder aus dem A-Nationalkader gestrichen und startete im Continental-Cup und bei FIS-Rennen. Lediglich bei Springen in Japan in Sapporo oder Hakuba startete er im Rahmen der Nationalen Gruppe bei Weltcup-Springen.
Sein bestes Ergebnis bei einem Weltcup-Springen erreichte Sakano mit einem 11. Platz auf der Großschanze beim Springen am 21. Januar 2006 auf der Ōkurayama-Schanze in Sapporo. Am Ende der Weltcup-Saison 2005/06 erzielte er mit dem 44. Platz die beste Platzierung seiner Karriere im Gesamtweltcup.
Sein bislang letztes Weltcup-Springen bestritt er als Teilnehmer in der Nationalen Gruppe am 31. Januar 2009 in Sapporo.
Seit Saison 2023/2024 ist Sakano Trainer von einer Betriebsmannschaft, dem Megmilk Snow Brand Ski Team.
Sein bei einem Sturz von einem Gebäude verstorbener Sohn Asahi Sakano (13. August 2005 – 1. Juli 2025) war ebenfalls Skispringer und bestritt im Februar 2024 in Sapporo zwei Weltcup-Springen.

## Statistik

### Weltcup-Platzierungen
| Saison  | Platz | Punkte |
| ------- | ----- | ------ |
| 2004/05 | 82.   | 4      |
| 2005/06 | 44.   | 42     |
| 2008/09 | 66.   | 10     |
| 2009/10 | 66.   | 17     |